# Spitfire Audio
Spitfire Audio – przedsiębiorstwo technologiczne z siedzibą w Londynie, tworzące biblioteki instrumentów wirtualnych wykorzystywanych do tworzenia muzyki. Założone przez profesjonalnych kompozytorów Christiana Hensona i Paula Thomsona w 2007 roku początkowo udostępniało swoje biblioteki tylko kolegom, ale po otrzymaniu pozytywnych opinii, postanowili zadziałać na większą skalę.
Przyjmując formę cyfrowych wtyczek audio nagranych przez profesjonalistów, paczki VST dostarczają nagrania każdej nuty zagranej na wiele sposobów przy użyciu wielu pozycji mikrofonu. Mogą one być następnie wykorzystywane przez kompozytorów i inne osoby za pośrednictwem MIDI w cyfrowej stacji roboczej audio do tworzenia nowej muzyki.

## Produkty
Oprócz wielu płatnych wtyczek, Spitfire Audio ma w ofercie darmową wtyczkę Spitfire Audio Labs.